# Красноленінське сільське поселення
Кра́сноле́нінське сільське поселення (рос. Красноленинское сельское поселение) — сільське поселення у складі Ханти-Мансійського району Ханти-Мансійського автономного округу Тюменської області Росії.
Адміністративний центр — селище Красноленінський.
Населення сільського поселення становить 865 осіб (2017; 919 у 2010, 808 у 2002).
Станом на 2002 рік існувала Урманна сільська рада з центром у селищі Красноленінський. 9 грудня 2015 року було ліквідовано присілок Сухорукова.

## Склад
До складу сільського поселення входять:
| Населений пункт          | Населення, осіб (2002) | Населення, осіб (2010) |
| ------------------------ | ---------------------- | ---------------------- |
| Красноленінський, селище | 556                    | 649                    |
| Сухорукова, присілок     | 56                     | 43                     |
| Урманний, селище         | 196                    | 227                    |